# أمية وظيفية

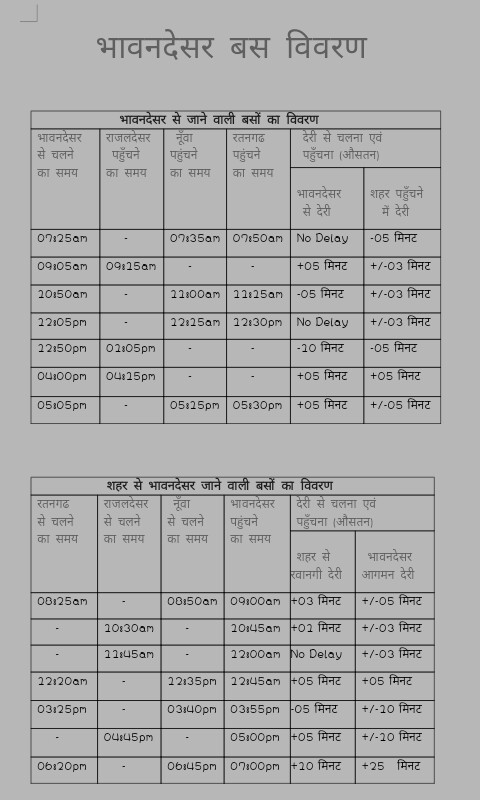

الأمية الوظيفية هي عدم قدرة الفرد على استخدام القراءة والكتابة والمهارات الحسابية بشكل كفء في حياته اليومية. وهي تختلف عن الأمية التي تشير إلى عدم القدرة على قراءة أو كتابة جمل بسيطة بأي لغة.

## خصائص
إن الشخص الأمي هو الشخص الذي لا يستطيع القراءة أو الكتابة. بينما الشخص الأمي وظيفيًا تكون لديه مقدرات بسيطة من القراءة والكتابة تمحى معها أميته ولكن بدرجة فقيرة قواعديًا أو إملائيًا. بمعنى آخر فإن البالغين الأميين وظيفيًا يكونون غير قادرين على التعامل بكفاءة مع المجتمع الحديث ولا يستطيعون القيام بمهام أساسية كملء استمارات العمل، كتابة الطلبات في الدوائر الحكومية، قراءة عقد مدني وفهم محتواه، قراءة مقالة في صحيفة، فهم معاني الإشارات المرورية، البحث في معجم عن معنى كلمة، أو فهم أوقات مواعيد الباصات أو القطارات وغيرها مما يتعرض له الشخص من مهام تفرض عليه معرفة القراءة أو الكتابة في الحياة اليومية العادية.
كما أنه لا تقتصر الأمية الوظيفية على القراءة والكتابة فحسب بل تتعداها إلى تقنيات الاتصالات والمعلوماتية ومنها العجز عن استخدام الحاسب الشخصي، العمل على معالج الكلمات، متصفح الوب، تطبيق جداول ممتدة، أو استخدام الهاتف المحمول بكفاءة.

## علاقة الأمية الوظيفية بالفقر والجريمة
قد يتعرض الأفراد الأميون وظيفيًا إلى القلق الاجتماعي، المخاطر الصحية، الإجهاد النفسي، انخفاض الدخل، والعديد من المشاكل المتعلقة بنقص قدرتهم على التواصل.
العلاقة بين الجريمة والأمية والوظيفية معروفة بشكل واسع في علم الإجرام وعلم الاجتماع في العديد من دول العالم. في عام 2000 قدر أن حوالي 60% من الأفراد البالغين القابعين في السجون الأمريكية هم أميون وظيفيًا، وأن حوالي 85% من الأحداث لديهم مشاكل في القراءة والكتابة ومهارات الحساب البسيطة.